# Perthes-lès-Brienne
Perthes-lès-Brienne is een gemeente in het Franse departement Aube (regio Grand Est) en telt 80 inwoners (2009). De plaats maakt deel uit van het arrondissement Bar-sur-Aube.

## Geografie
De oppervlakte van Perthes-lès-Brienne bedraagt 3,7 km², de bevolkingsdichtheid is dus 21,6 inwoners per km².
De onderstaande kaart toont de ligging van Perthes-lès-Brienne met de belangrijkste infrastructuur en aangrenzende gemeenten.

## Demografie
Onderstaande figuur toont het verloop van het inwonertal (bron: INSEE-tellingen).

Vanwege een beveiligingsprobleem met de MediaWiki Graph-software is het momenteel niet mogelijk deze grafiek weer te geven. Zodra de software is bijgewerkt zal de grafiek vanzelf weer zichtbaar worden.